# Virginia Birimisa
Virginia Birimisa (1945) è un'ex sciatrice alpina statunitense.

## Biografia
Sciatrice polivalente originaria di Mount Shasta, Virginia Birimisa ai Campionati statunitensi 1964 (Winter Park, 20-22 marzo) vinse la medaglia di bronzo nello slalom gigante; gareggiò almeno fino al 1965 ma non ottenne piazzamenti internazionali di rilievo e non prese parte a rassegne olimpiche o iridate.

## Palmarès

### Campionati statunitensi
- 1 medaglia:
  - 1 bronzo (slalom gigante nel 1966[2])